# Мала Пульникова
Мала Пу́льникова (рос. Малая Пульникова) — присілок у складі Комишловського району Свердловської області. Входить до складу Галкинського сільського поселення.
Населення — 25 осіб (2010, 41 у 2002).
Національний склад станом на 2002 рік: росіяни — 100 %.